# Келчев-Смужний-Чвартий
Келчев-Смужний-Чвартий (пол. Kiełczew Smużny Czwarty) — село в Польщі, у гміні Коло Кольського повіту Великопольського воєводства.
Населення — 232 особи (2011).
У 1975-1998 роках село належало до Конінського воєводства.

## Демографія
Демографічна структура станом на 31 березня 2011 року:
|          | Загалом | Допрацездатний вік | Працездатний вік | Постпрацездатний вік |
| -------- | ------- | ------------------ | ---------------- | -------------------- |
| Чоловіки | 114     | 29                 | 71               | 14                   |
| Жінки    | 118     | 17                 | 63               | 38                   |
| Разом    | 232     | 46                 | 134              | 52                   |